# 530. pr. Kr.
◄ | 7. stoljeće pr. Kr. | 6. stoljeće pr. Kr. | 5. stoljeće pr. Kr. | ►
◄ | 560-ih pr. Kr. | 550-ih pr. Kr. | 540-ih pr. Kr. | 530-ih pr. Kr. | 520-ih pr. Kr. | 510-ih pr. Kr. | 500-ih pr. Kr. | ►
◄◄ | ◄ | 533. pr. Kr. | 532. pr. Kr. | 531. pr. Kr. | 530 pr. Kr. | 529. pr. Kr. | 528. pr. Kr. | 527. pr. Kr. | ► | ►►
Astronomija

## Događaji
- Kambiz II. postaje perzijskim carem.

## Smrti
- Kir Veliki (vladar Perzijskog carstva); prema Herodotu i Kteziju poginuo je u borbi protiv Skita, dok Ksenofont u „Kiropediji“ tvrdi kako je umro prirodnom smrću u glavnom gradu Perzije Pasargadu.